# Wey Chu
 (avril 2021).
La mise en forme du texte ne suit pas les recommandations de Wikipédia : il faut le « wikifier ».
Les points d'amélioration suivants sont les cas les plus fréquents :
- Les titres sont pré-formatés par le logiciel. Ils ne sont ni en capitales, ni en gras.
- Le texte ne doit pas être écrit en capitales (les noms de famille non plus), ni en gras, ni en italique, ni en « petit »…
- Le gras n'est utilisé que pour surligner le titre de l'article dans l'introduction, une seule fois.
- L'italique est rarement utilisé : mots en langue étrangère, titres d'œuvres, noms de bateaux, etc.
- Les citations ne sont pas en italique mais en corps de texte normal. Elles sont entourées par des guillemets français : « et ».
- Les listes à puces sont à éviter, des paragraphes rédigés étant largement préférés. Les tableaux sont à réserver à la présentation de données structurées (résultats, etc.).
- Les appels de note de bas de page (petits chiffres en exposant, introduits par l'outil «  Source ») sont à placer entre la fin de phrase et le point final[comme ça].
- Les liens internes (vers d'autres articles de Wikipédia) sont à choisir avec parcimonie. Créez des liens vers des articles approfondissant le sujet. Les termes génériques sans rapport avec le sujet sont à éviter, ainsi que les répétitions de liens vers un même terme.
- Les liens externes sont à placer uniquement dans une section « Liens externes », à la fin de l'article. Ces liens sont à choisir avec parcimonie suivant les règles définies. Si un lien sert de source à l'article, son insertion dans le texte est à faire par les notes de bas de page.
- La présentation des références doit suivre les conventions bibliographiques. Il est recommandé d'utiliser les modèles {{Ouvrage}}, {{Chapitre}}, {{Article}}, {{Lien web}} et/ou {{Bibliographie}}. Le mode d'édition visuel peut mettre en forme automatiquement les références.
- Insérer une infobox (cadre d'informations à droite) n'est pas obligatoire pour parachever la mise en page.

Pour une aide détaillée, merci de consulter Aide:Wikification.
Si vous pensez que ces points ont été résolus, vous pouvez retirer ce bandeau et améliorer la mise en forme d'un autre article.
Duc Wey Chu (Langues chinoises : 衛出公), mort en 469 av. J.-C.) était le 29e dirigeant de l'ancien état chinois de Wey. Il a gouverné le duché à deux reprises : la première fois entre 493 et 481 av. J.-C. et la deuxième fois entre 477 et 470 av. J.-C. Prénom Zhé (輒).

## Biographie
Zhé était le fils de Kuǎikùi, qui était héritier apparent présumé du trône. Kuǎikùi était en désaccord avec la duchesse Nanzi (南子) et s'est enfui à Jin, mais Zhé est resté à Wey.
En 493 av. J.-C., Wey Yuan mourut. Bien que la duchesse Nanzi (南子) ait voulu introniser son fils le prince Yǐng (公子郢), mais Yǐng a refusé la proposition. Au lieu de cela, Yǐng a recommandé Zhé comme successeur. Par conséquent, Zhé a succédé au duc Ling et était connu sous le nom de duc Chu de Wey. Soutenu par Jin, son père Kuǎikùi a tenté une remontée. Cependant, la même année, avec l'aide de Qi, le duc Chu assiégea son père. Depuis, le père et le fils sont devenus des ennemis.
Confucius était au moins un témoin partiel du mélodrame familial qui s'ensuivit, il lui brisa le cœur. Selon les Analects, Confucius a laissé entendre qu'il ne soutiendrait ni le duc Chu ni Kuǎikùi,. Dans un autre dialogue avec Zhong You, Confucius a dit que s'il était gouverneur de Wey, il envisagerait de "rectifier les noms" (正名) comme la première chose à faire.
Le duc Chu a été déposé par son père en 480 av. J.-C., ce dernier était connu sous le nom de duc Wey Zhuang. Il s'est enfui à Lu, plus tard, il est revenu avec l'aide armée de Qi et restauré en 477 av. J.-C.
Le duc Chu a été renversé par son oncle Qián en 470 av. J.-C., ce dernier était connu sous le nom de duc Dao de Wey. Il s'est enfui à Song puis à Yue pour chercher de l'aide. L'année suivante, il revint avec l'expédition conjointe de Yue, Lu et Song, cependant, il n'osa pas entrer dans la capitale. Il est mort à Yue.